# Cheilodipterus isostigmus
Cheilodipterus isostigmus är en fiskart som först beskrevs av Schultz, 1940.  Cheilodipterus isostigmus ingår i släktet Cheilodipterus och familjen Apogonidae. Inga underarter finns listade i Catalogue of Life.